# 上殿村
上殿村（かみとのそん）は、広島県山県郡にあった村。現在の山県郡安芸太田町の一部にあたる。

## 地理
- 河川：太田川[1]

## 歴史
- 1889年（明治22年）4月1日、町村制の施行により、山県郡上殿村が単独で村制施行し、上殿村が発足[1][2]。大字は編成せず[1]。
- 1956年（昭和31年）9月1日、山県郡戸河内町と合併し、戸河内町が存続して廃止された[1][2]。